# Стихотворения Пушкина 1813—1825

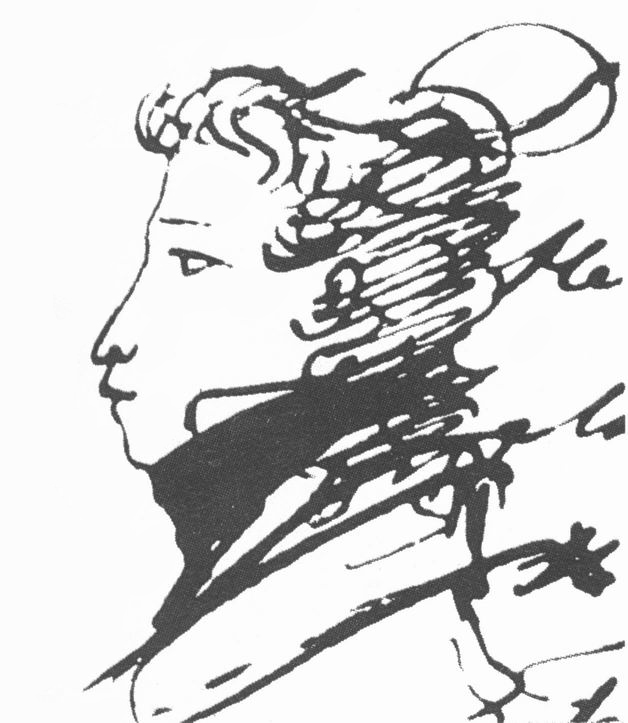
А. С. Пушкин. Автопортрет. 1820-е годы

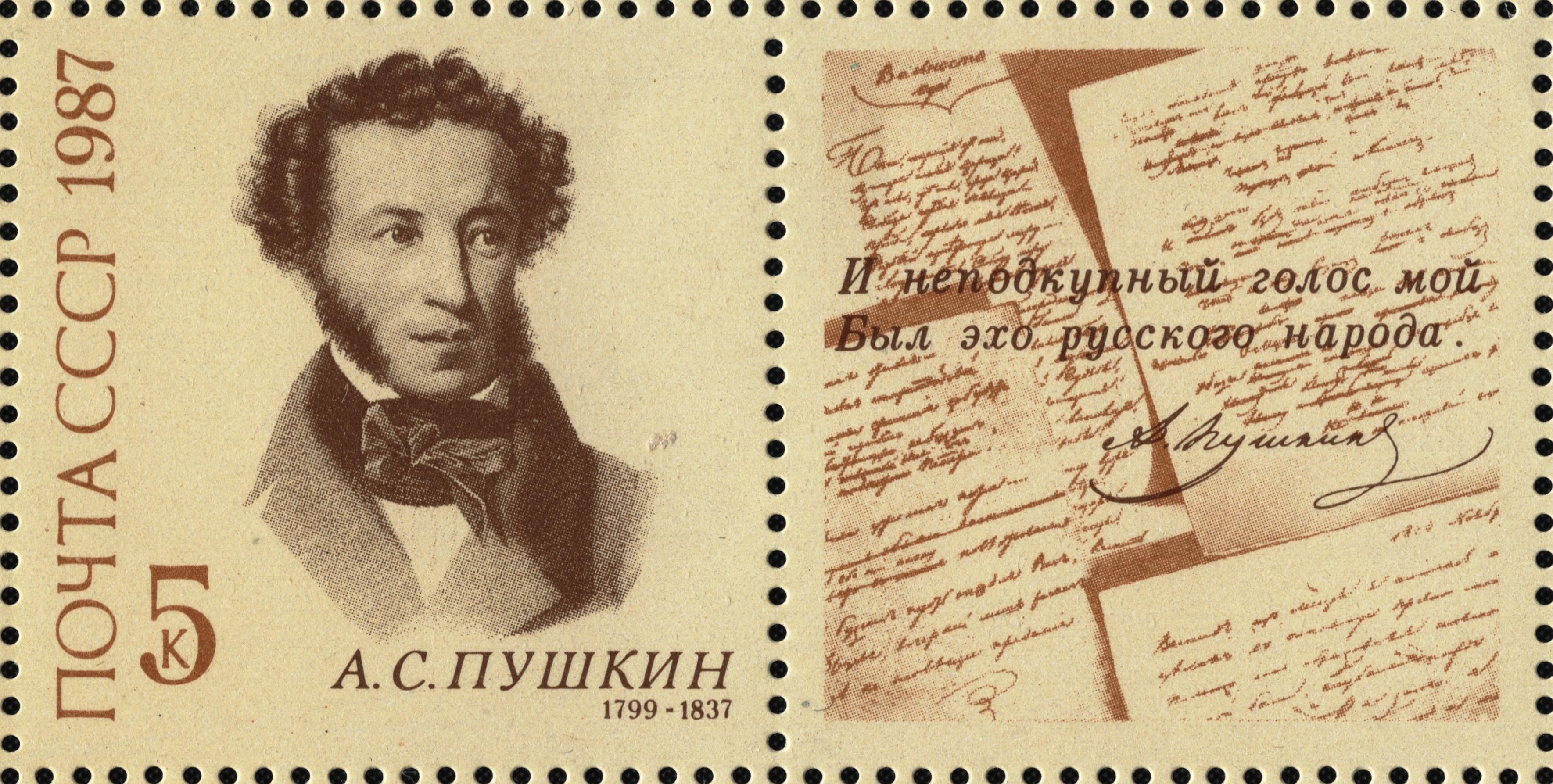
Портрет А. С. Пушкина и цитата из его стихотворения «К Н. Я. Плюсковой» (1818): «И неподкупный голос мой был эхо русского народа» на почтовой марке СССР 1987 года ко 150-летию со дня смерти поэта

В творческом наследии Пушкина стихотворения занимают значительное место. В начале литературной деятельности его вдохновляли произведения французских поэтов XVII—XVIII веков, с которыми он познакомился, читая книги из библиотеки отца. В то время его любимыми авторами были Вольтер и Эварист Парни. Позднее наставниками юного поэта стали Батюшков, считавшийся мастером «лёгкой поэзии», и глава русского романтизма Жуковский. В пушкинской лирике периода 1813—1815 годов главенствует тема быстротечности жизни, диктующая жажду наслаждения радостями бытия. В 1815 году Пушкин опубликовал стихотворение, обращённое к Батюшкову, где призывал того, отошедшего от поэзии, вновь вернуться к творчеству. Батюшков, узнав, что автор лицеист, специально приехал в Царское Село, чтобы познакомиться с ним. Он советовал юному поэту не увлекаться чрезмерно лёгкой (анакреонтической) поэзией, а заняться более серьёзными темами, в том числе военной. С 1816 года Пушкин обращается к жанру элегии и разрабатывает характерные для него мотивы: неразделённой любви, ухода молодости, угасания души. Несмотря на подражательность, условность, литературные штампы ранних произведений, Пушкин идёт своим особым путём. Он не ограничивается камерной поэзией, обращаясь к темам более сложным, общественно-значимым.

## Стихотворения Лицейского периода (1813—1817)

### 1813
| Впервые опубликовано                                                               | Заглавие                                  | Примечание |
| ---------------------------------------------------------------------------------- | ----------------------------------------- | --- |
| С сокращениями В. А. Жуковским в посмертном издании сочинений Пушкина, т. IX, 1841 | К Наталье («Так и мне узнать случилось…») | Адресовано актрисе крепостного театра графа В. В. Толстого в Царском Селе |
| В. П. Гаевским в «Современнике», 1863, № 7                                         | Несчастие Клита                           | Эпиграмма на В. К. Кюхельбекера. Рифмованный гекзаметр указывает на пародийность произведения                                                                                               |
|                                                                                    | Двум Александрам Павловичам               | Эпиграмма, в которой сравниваются император Александр I и его тёзка, помощник гувернёра в Лицее, А. П. Зернов, «подлый и гнусный глупец» по отзыву М. Корфа. Авторство Пушкина под вопросом |

### 1814
| Год создания             | Впервые опубликовано                                                                        | Заглавие                                                 | Примечание |
| ------------------------ | ------------------------------------------------------------------------------------------- | -------------------------------------------------------- | --- |
| 1814                     | «Вестник Европы», 1814, № 13                                                                | К другу стихотворцу                                      | Первое стихотворение Пушкина, появившееся в печати. Было подписано: Александр Н. к. ш. п. |
| 1814                     | «Вестник Европы», 1814, № 14                                                                | Кольна (подражание Оссиану)                              | Переложение по прозаическому переводу Кострова отрывка из поэмы «Кольнадона», приписываемой Оссиану |
| 1814                     | В. А. Жуковским в посмертном издании сочинений Пушкина, т. IX, 1841                         | Эвлега                                                   | Вольный перевод отрывка из поэмы Парни «Иснель и Аслега», написанной под влиянием увлечения Оссианом |
| 1814                     | В. А. Жуковским в посмертном издании сочинений Пушкина, т. IX, 1841                         | Осгар                                                    | На мотивы поэм Оссиана |
| 1814                     | Без ведома Пушкина, в альманахе «Весенние Цветы», М., 1835                                  | Рассудок и любовь                                        | Автограф не сохранился |
| 1814                     | П. И. Бартеневым в «Московских Ведомостях» от 2 октября 1854 г., № 118                      | К сестре                                                 | Обращено к О. С. Пушкиной. Автограф неизвестен |
| 1814                     |                                                                                             | Красавице, которая нюхала табак                          | Вероятно, адресовано сестре А. М. Горчакова Елене Михайловне Кантакузен. Автограф неизвестен |
| 1814                     | «Российский Музей», 1815, № 1                                                               | Эпиграмма (Арист нам обещал трагедию такую)              | |
| 1814                     | «Российский Музей», 1815, № 3                                                               | Казак                                                    | В рукописи подзаголовок — «Подражание малороссийскому». Создано под влиянием популярной песни «Ехав казак за Дунай». Впоследствии стало народной песней |
| 1814                     | В. А. Жуковским в посмертном издании сочинений Пушкина, т. IX, 1841                         | Князю А. М. Горчакову («Пускай, не знаясь с Аполлоном…») | Первое из трёх обращённых к Горчакову стихотворений. Написано к его именинам — 30 августа |
| 1814                     | «Вестник Европы» 1814. № 19                                                                 | Опытность                                                | Автограф неизвестен |
| 1814                     | «Вестник Европы» 1814. № 20                                                                 | Блаженство                                               | |
| 1814                     | В посмертном издании сочинений Пушкина, т. IX, 1841                                         | К Наташе                                                 | Обращено к горничной фрейлины княжны В. М. Волконской. Автограф неизвестен |
| 1814                     | В посмертном издании сочинений Пушкина, т. IX, 1841 (с цензурными пропусками и изменениями) | Пирующие студенты                                        | Написано, когда Пушкин лежал в лицейском лазарете |
| 1814                     | В посмертном издании сочинений Пушкина, т. IX, 1841                                         | Бова (отрывок из поэмы)                                  | Написано, когда Пушкин лежал в лицейском лазарете |
| 1814                     | «Российский музеум», 1815 г., № 1                                                           | К Батюшкову                                              | Впервые опубликовано под заголовком «К Б-ву». Этим стихотворением Пушкин хотел вернуть Батюшкова, оставившего на время литературное творчество, в ряды поэтов. Узнав, что автор — лицеист, Батюшков приехал в Царское Село в феврале 1815 года для знакомства с Пушкиным |
| 1814                     | «Российский музеум», 1815 г., № 1                                                           | Эпиграмма                                                | Перевод эпиграммы Руссо, в свою очередь являющейся переводом эпиграммы Иоанна Секунда на латинском языке |
| 1814                     | «Российский Музеум», 1815, № 13                                                             | К Н. Г. Ломоносову                                       | Обращено к брату лицейского товарища Пушкина |
| 1814                     | «Российский Музеум», 1815, № 6                                                              | На Рыбушкина                                             | Эпиграмма на казанского поэта М. С. Рыбушкина, неудачно отвечавшего на критику своей трагедии «Иоанн, или Взятие Казани» в «Сыне Отечества» |
| 1814                     | «Российский музеум», 1815 г., № 4                                                           | Воспоминания в Царском Селе                              | Написано по предложению профессора Галича для переходных экзаменов с младшего курса на старший |
| 1814                     | «Памятник Отечественных муз, изданный на 1827 год» с цензурной правкой                      | Романс                                                   | При жизни Пушкина трижды было положено на музыку |
| 1814                     | В посмертном издании сочинений Пушкина, т. IX, 1841                                         | Леда (Кантата)                                           | На популярный сюжет античной мифологии |
| 1814                     | В посмертном издании сочинений Пушкина, т. IX, 1841                                         | Stances                                                  | Вероятный адресат — сестра И. Пущина, Евдокия, в замужестве Бароцци |
| 1814                     | «Маяк современного просвещения и образования», 1840, ч. III, гл. 2                          | Mon Portrait                                             | Возможно, вариант темы, задававшейся изучавшим французский язык «Мой внешний и духовный портрет» фр. Mon portrait physique et moral |
| 1814                     | И. И. Пущиным в «Записках» («Атеней»,1859, № 8)                                             | Мы недавно от печали                                     | |
| Конец 1814 — начало 1815 | Я. К. Гротом в «Русской Старине», 1884, кн. III                                             | На Пучкову («Пучкова, право, не смешна…»)                | Эпиграмма на писательницу Е. Пучкову, близкую кругам «Беседы любителей русского слова». |
| 1814                     |                                                                                             | Гараль и Гальвина                                        | Написано под влиянием произведений Оссиана. Авторство Пушкина под вопросом |
| 1814                     |                                                                                             | Исповедь бедного стихотворца                             | Шутливая трактовка христианских заповедей. Авторство Пушкина под вопросом |

### 1815
| Год создания       | Впервые опубликовано | Заглавие                                                 | Примечание |
| ------------------ | --- | -------------------------------------------------------- | --- |
| 1815               | «Российский Музеум», 1815, № 7 | Городок (К***)                                           | Вероятный адресат — друг детства поэта Н. И. Трубецкой (1797—1874) |
| 1815               | «Российский Музеум», 1815, № 6 | Батюшкову («В пещерах Геликона…»)                        | Создано после первой встречи с Батюшковым, который советовал Пушкину обратиться к серьёзным темам в своём творчестве |
| 1815               | «Сын Отечества», 1815, ч. 22, № XXV—XXVI | Наполеон на Эльбе                                        | Написано под влиянием сообщений о бегстве Наполеона с острова Эльба и его вступлении в Париж |
| 1815               | «Российский Музеум», 1815, № 8 | К Пущину (4 мая)                                         | На семнадцатилетие И. Пущина |
| 1815               | «Российский Музеум», 1815, № 8 | К Галичу                                                 | Лицейскому преподавателю русского и латинского языков, с одобрением относившемуся к поэтическому творчеству Пушкина |
| 1815               | В посмертном издании сочинений, т. IX, 1841 | К молодой актрисе                                        | Вероятно, ещё одно обращение (см. «К Наталье», 1813) к актрисе крепостного театра |
| 1815               | | Воспоминание (К Пущину)                                  | [ 7 ] |
| 1815               | «Российский Музеум», 1815, № 10—11 | Послание к Галичу («Где ты, ленивец мой?..»)             | [ 8 ] |
| 1815               | | К Дельвигу. Ответ                                        | Ответ на стихотворение Дельвига «Пушкину», написанного под влиянием успеха «Воспоминаний в Царском Селе» |
| 1815               | «Труды Общества любителей российской словесности», 1818 | На возвращение государя императора из Парижа в 1815 году | Предполагалось, что Александр I посетит по возвращении из-за границы Царское Село. Пушкин написал стихотворение по заданию директора департамента народного просвещения И. Мартынова. Однако император не побывал в Царском Селе |
| 1815               | | «Итак, я счастлив был, итак, я наслаждался»              | Посвящено Е. Бакуниной, старшей сестре лицейского товарища Пушкина А. Бакунина. Записано в «Лицейском дневнике» 29 ноября 1815 года                                                                                              |
| 1815               | | «Угрюмых тройка есть певцов…»                            | Эпиграмма на членов общества «Беседа любителей русского слова»: Шишкова, Ширинского-Шихматова и А. А. Шаховского (1777—1846). По дневниковой записи Пушкина датируется 8 декабря 1815 года                                       |
| 1815               | «Российский Музеум», 1815, № 6 | Вода и вино                                              | |
| 1815               | «Российский Музеум», 1815, № 12 | Измены                                                   | |
| 1815               | «Российский Музеум», 1815, № 5 | К Лицинию                                                | Первое обращение к гражданской тематике. Подзаголовок «С латинского» — ссылка на вымышленный литературный источник, снимающая ассоциации с существующей действительностью                                                        |
| 1815               | «Российский Музеум», 1815, № 9 | Мечтатель                                                | |
| 1815               | В посмертном издании сочинений, т. IX, 1841 | Моё завещание. Друзьям                                   | |
| 1815               | «Северный Наблюдатель», 1817, ч. I, № 11 | К ней (Эльвина, милый друг)                              | |
| 1815               | «Российский Музеум», 1815, № 10—11 | Моя эпитафия                                             | |
| 1815               | В посмертном издании сочинений, т. IX, 1841 | Сражённый рыцарь                                         | |
| 1815               | К Дельвигу (Послушай, муз невинных) |                                                          | |
| 1815               | В переработанном виде, в «Стихотворениях А. С. Пушкина», 1826                                                                                                   | Роза                                                     | После лицея переделывалась поэтом см. Роза (версия 2) в 1817 г. (не ранее второй половины июня) — 1819 г., предположительно не позднее ноября                                                                                    |
| 1815               | Слеза |                                                          | |
| 1815               | | К бар. М. А. Дельвиг                                     | Обращено к сестре А. Дельвига. Дельвиги проводили в Царском Селе рождественские каникулы 1815—1816 |
| 1815               | | Моему Аристарху                                          | Адресовано лицейскому преподавателю российской и латинской словесности Н. Кошанскому. Аристарх — нарицательное имя для строгого критика                                                                                          |
| 1815               | Л. Б. Модзалевским (полностью) в книге «Пушкин. Временник Пушкинской Комиссии», вып. 1, 1935                                                                    | Тень Фонвизина                                           | Сатирическое стихотворение на современную Пушкину русскую литературу |
| 1815               | вероятно, В. Л. Пушкиным (с рядом его произвольных изменений) в «Трудах Общества Любителей Российской Словесности при имп. Московском Университете», 1818, ч. X | Гроб Анакреона                                           | Возможно, Пушкин заимствовал тему у Гёте (Anakreon’s Grab, 1785) либо использовал тот же греческий источник |
| 1815               | | Послание к Юдину                                         | Адресовано лицейскому товарищу Павлу Юдину |
| 1815               | Б. М. Федоровым в альманахе «Памятник Отечественных Муз на 1827 год», СПб., 1827                                                                                | К живописцу                                              | Стихотворение в честь Е. Бакуниной, обращено к А. Илличевскому. Слова положил на музыку Н. Корсаковым, ноты романса были преподнесены Бакуниной                                                                                  |
| 1814 — апрель 1815 | «Российский Музеум», 1815, ч. II, № 5 | Старик («Уж я не тот Философ страстный…»)                | Первоначальная рукописная редакция не сохранилась. Переработанный вариант известен по лицейской тетради Пушина |
| 1815               | | Вишня                                                    | Традиционно включалось в собрания сочинений Пушкина, начиная с 1857 года. Тем не менее авторство Пушкина окончательно не установлено                                                                                             |

### 1816
| Год создания | Впервые опубликовано | Заглавие                                         | Примечание |
| ------------ | --- | ------------------------------------------------ | --- |
| 1816         | в VII томе «Сочинений Пушкина» (1857) | Заутра с свечкой грошевою                        | Эпиграмма на лицейского врача Франца Пешеля. Сазонов, упоминаемый в стихотворении, — лицейский дядька, убивший за два года службы в Царском Селе шесть или семь человек. Автограф неизвестен |
| 1816         | С искажениями, без ведома автора, в альманахе «Эвтерпа», М., 1831, без заглавия и с подписью «Д. Давыдов»                                                  | Усы. Философическая ода                          | Пародия на философские оды |
| 1816         | П. И. Бартеневым в «Русском Архиве» 1874 г., кн I | Блажен, кто в шуме городском                     | Письмо П. Вяземскому. Отклик на посещение Пушкина в Лицее ведущими деятелями «Арзамаса», а также С. Пушкиным и Н. Карамзиным 25 марта 1816 года |
| 1816         | | Христос воскрес, питомец Феба!                   | Письмо В. Пушкину. Написано через несколько дней после проводов Карамзина, Вяземского и В. Л. Пушкина, уехавших в Москву. Письмо сохранилось не полностью |
| 1816         | | Принцу Оранскому                                 | Приурочено к свадьбе Вильгельма Оранского и Анны Павловны. Стихи должен был написать Нелединский-Мелецкий, не справившись, он, по совету Карамзина, обратился за помощью Пушкина. Пушкин, как говорили, создал их за два часа. Произведение, положенное на музыку, было исполнено на торжестве. Императрица-мать подарила поэту золотые часы, которые, по преданию, тот «разбил о каблук» |
| 1816         | | Сон (Отрывок)                                    | Произведение, подобное шуточным и поучительным французским поэмам конца XVIII — начала XIX века. Одна из них — «Гастрономия» Бершу упоминается в стихотворении |
| 1816         | | Кж. В. М. Волконской                             | Оригинал на французском языке. Обращено к фрейлине В. Волконской, которую, приняв в тёмном коридоре за её горничную Наташу, Пушкин поцеловал |
| 1816         | | Экспромт на Агареву                              | Обращено к Е. Огарёвой, с которой Пушкин познакомился в 1816 году у Карамзиных |
| 1816         | Окно |                                                  | |
| 1816         | | К Жуковскому («Благослови, поэт!»)               | Связано с подготовкой Пушкиным сборника своих стихотворений (издание не было осуществлено). Произведение должно было открывать сборник |
| 1816         | | Осеннее утро                                     | Первое стихотворение из цикла элегий 1816 года, посвящённых Бакуниной |
| 1816         | В посмертном издании сочинений Пушкина, т. IX, 1841 | Разлука                                          | |
| 1816         | В посмертном издании сочинений Пушкина, т. IX, 1841 | Истина                                           | Автор обыгрывает изречение Демокрита: «Истина — на дне колодца» и греко-римскую пословицу «Истина в вине». Автограф неизвестен |
| 1816         | В. П. Гаевским в «Современнике», 1863, № 7 | На Пучкову                                       | Эпиграмма на «Экспромт тем, которые укоряли меня, для чего я не написала стихов на кончину Г. Р. Державина» Пучковой |
| 1816         | «Сын Отечества», 1821, № 11; без ведома автора | Дяде, назвавшему сочинителя братом               | Пятистишие из письма Пушкина к дяде Василию Львовичу, включалось в рукописные лицейские сборники |
| 1816         | В посмертном издании сочинений Пушкина, т. IX, 1841 | Наездники                                        | Посвящение партизанам Отечественной войны |
| 1816         | В посмертном издании сочинений Пушкина, т. IX, 1841 | Элегия («Счастлив, кто в страсти сам себе…»)     | Автограф неизвестен |
| 1816         | В посмертном издании сочинений Пушкина, т. IX, 1841 | Месяц                                            | Автограф неизвестен |
| 1816         | «Северный Наблюдатель», 1817, ч. I, № 1 | Певец                                            | Стихотворение неоднократно было положено на музыку. Самые известные романсы — Верстовского и Алябьева |
| 1816         | В переработанной редакции, в альманахе А. А. Бестужева и К. Ф. Рылеева «Полярная Звезда», СПб., 1824, («К Морфею»)                                         | К сну                                            | Автограф неизвестен |
| 1816         | | Слово милой                                      | Посвящено Бакуниной |
| 1816         | | Любовь одна — веселье жизни хладной              | Посвящено Бакуниной |
| 1816         | | Элегия (Я видел смерть)                          | Посвящено Бакуниной |
| 1816         | | Желание                                          | Посвящено Бакуниной |
| 1816         | В переработанной редакции, в «Стихотворениях А. Пушкина», 1826                                                                                             | Друзьям (К чему, весёлые друзья)                 | |
| 1816         | Элегия («Я думал, что любовь погасла навсегда…») |                                                  | |
| 1816         | Наслажденье |                                                  | |
| 1816         | В посмертном издании сочинений Пушкина, т. IX, 1841 | К Маше                                           | Обращено к восьмилетней сестре А. Дельвига. Корсаков положил стихи на музыку. Автограф неизвестен |
| 1816         | В посмертном издании сочинений, т. IX, 1841 | Заздравный кубок                                 | Обращено к восьмилетней сестре А. Дельвига. Корсаков положил стихи на музыку. Автограф неизвестен |
| 1816         | В посмертном издании сочинений Пушкина, т. IX, 1841 | Послание Лиде                                    | Лида — имя неверной возлюбленной Горация, в русской поэзии начала XIX века традиционное условное имя. Возможно, стихотворение обращено к Марии Смит, француженке, жившей в семье Энгельгардта |
| 1816         | В переработанной редакции, в «Стихотворениях А. Пушкина», изд. 1826 г.                                                                                     | Амур и Гименей                                   | Автограф неизвестен |
| 1816         | | Фиал Анакреона                                   | Произведение продолжает традицию переводов из Анакреона белым стихом |
| 1816         | В переработанной редакции, в «Стихотворениях А. Пушкина», изд. 1826 г.                                                                                     | К Шишкову                                        | Обращено к А. А. Шишкову, ранние стихи которого Пушкин высоко ценил |
| 1816         | «Северный наблюдатель», 1817 г. (первая версия) | Пробуждение                                      | |
| 1816         | Впервые опубликовано М. А. Цявловским в «Известиях ЦИК», № 279 от 29 ноября 1929 г.                                                                        | Ноэль на лейб-гусарский полк                     | |
| 1816         | В посмертном издании сочинений Пушкина, т. IX, 1841 | К Делии                                          | [ 28 ] |
| 1816         | В посмертном издании сочинений Пушкина, т. IX, 1841 | Делия                                            | Под именем Делии римский поэт Тибулл воспевал свою возлюбленную. Адресат стихотворения неизвестен |
| 1814-1816    | Без разрешения Пушкина, Б. М. Федоровым в альманахе «Памятник Отечественных Муз на 1827 год», СПб., 1827 с изъятием по цензурным требованиям сорока стихов | Фавн и пастушка. Картины                         | Автограф неизвестен |
| 1814-1816    | Погреб |                                                  | |
| 1814—1816?   | В. П. Гаевским в «Современнике», 1863, № 7 | «Больны вы, дядюшка? Нет мочи…»                  | |
| 1814—1816    | П. В. Анненковым в VII томе его издания сочинений Пушкина (1857)                                                                                           | Надпись к беседке                                | Образец популярного в начале XIX в. жанра «надписей» |
| 1814—1816    | | «Вот Виля — он любовью дышет…»                   | Эпиграмма на В. Кюхельбекера |
| 1814—1816    | | На гр. А. К. Разумовского                        | На А. Разумовского, министра народного просвещения (1810—1816), активно следившего за жизнью лицея |
| 1814—1816    | В. Е. Якушкиным в «Русской старине», 1884, кн. XII | На Баболовский дворец                            | Баболовский дворец — место встреч Александра I и его фаворитки Софьи Вельо |
| 1816         | Н. В. Гербелем, в «Стихотворениях Пушкина, не вошедших в последнее собрание его сочинений», Берлин, 1861                                                   | Сравнение                                        | |
| 1814—1816    | В посмертном издании сочинений Пушкина (т. IX, 1841 г.) | Твой и мой                                       | |
| 1816         | | «Тошней идиллии и холодней чем ода…»             | Стихи без подписи из одного из рукописных сборников лицейских стихов. Адресованы Кюхельбекеру и написаны Пушкиным, что следует из стихотворного ответа Кюхельбекера «Разуверение» |
| 1816         | | Куплеты. На слова «Никак нельзя — ну так и быть» | Коллективное стихотворение |
| 1816         | | Куплеты. На слова «С позволения сказать»         | Коллективное стихотворение, известно по письму А. Горчакова родным. Предполагается, что первый и третий куплет написаны Пушкиным |
| октябрь 1816 | В посмертном издании сочинений Пушкина, т. IX | Боже! царя храни!..                              | По предложению Е. Энгельгардта написаны для исполнения на пятилетней годовщине основания Лицея. Первая строфа — из гимна Жуковского «Молитва русских» |
| 1816         | Б. П. Гаевским в «Современнике», 1863, № 7 | Завещание Кюхельбекера                           | Эпиграмма на В. Кюхельбекера. Авторство Пушкина под вопросом |

### 1817
| Год создания                                | Впервые опубликовано | Заглавие                                                      | Примечание |
| ------------------------------------------- | --- | ------------------------------------------------------------- | --- |
| 1817                                        | Без ведома Пушкина, М. А. Бестужевым-Рюминым в альманахе «Северная Звезда, 1829»                                                               | К Каверину                                                    | |
| 1817                                        | | Элегия («Опять я ваш, о юные друзья!…»)                       | Поводом к сочинению послужило возвращение 1 января 1817 года в лицей из дома после первых за пять лет каникул                                               |
| Январь—начало марта                         | | К молодой вдове                                               | Обращено к Марии Смит, она, обидевшись, показала стихи Энгельгардту. Это окончательно испортило отношения между Пушкиным и директором лицея                 |
| Январь—начало марта                         | В посмертном собрании сочинений, т. IX, 1841 г.                                                                                                | Безверие                                                      | Самое раннее атеистическое произведение Пушкина. Читалось им на выпускном экзамене по русской словесности 17 мая 1817 г.. Автограф неизвестен               |
|                                             | «Стихотворения А. Пушкина», изд. 1826 г. | К Дельвигу («Блажен, кто с юных лет…»)                        | Обращено к А. Дельвигу. Автограф неизвестен |
|                                             | | Стансы «Ты мне велишь пылать душою…»)                         | Перевод стансов Вольтера «Мадам Шатле» («Если Вам угодно, чтобы я ещё любил Вас…»                                                                           |
| Март—май                                    | В альманахе «Полярная Звезда на 1824 год», СПб., 1824 (отрывок). Полностью А. И. Герценом в «Полярной Звезде на 1858 год», кн. 4, Лондон, 1858 | Послание В. Л. Пушкину                                        | Автограф неизвестен |
|                                             | | Письмо к Лиде                                                 | |
|                                             | | Князю А. М. Горчакову («Встречаюсь я с осьмнадцатой весной…») | |
|                                             | | В альбом                                                      | Обращено к корнету Лейб-гвардии гусарского полка А. Зубову                                                                                                  |
|                                             | | В альбом Илличевском                                          | |
|                                             | | Товарищам                                                     | Позднее — «Прощание». На окончание лицея |
| Первые числа июня                           | И. И. Пущиным в его «Записках о Пушкине» («Атеней», 1859, № 8)                                                                                 | Надпись на стене больницы                                     | Экспромт заболевшему Пущину. Автограф неизвестен |
|                                             | | В альбом Пущину                                               | Обращено к И. Пущину, самому близкому лицейскому другу |
|                                             | | Кюхельбекеру («В последний раз, в тиши уединенья…»)           | Написано в последние дни пребывания в лицее и обращено к В. Кюхельбекеру                                                                                    |
|                                             | В посмертном собрании сочинений, т. IX, 1841 г.                                                                                                | К портрету Каверина                                           | П. Каверин — поручик лейб-гвардии Гусарского полка, приятель Пушкина. Автограф неизвестен                                                                   |
|                                             | | К письму                                                      | Из цикла элегий, вдохновительницей которых была Е. Бакунина                                                                                                 |
|                                             | В посмертном издании сочинений, т. IX, 1841 | Сновидение                                                    | Вольный перевод стихотворения Вольтера «Принцессе Ульрике Прусской» A madame la princesse Ulrique de Prusse. Souvent un peu de vérité…. Автограф неизвестен |
|                                             | В посмертном издании сочинений, т. IX, 1841 | Она                                                           | Автограф неизвестен |
| зима 1816—1817                              | | «И останешься с вопросом…»                                    | [ 36 ] |
| 1814-май 1817                               | | «От всенощной вечор идя домой…»                               | [ 37 ] |
|                                             | | «Я сам в себе уверен…»                                        | Молоствов Памфамир Христофорович и Каверин Пётр Павлович — лейб-гусары, приятели Пушкина                                                                    |
| 1813-1817                                   | | Couplets                                                      | Мария Смит в ответ на Couplets написала куплеты A Mr. Pouchkin (См. К. Я. Грот, Пушкинский лицей, Спб. 1911, с. 346—347)                                    |
| 1814—1816 (по другим источникам 1813—1817?) | В переработанной редакции, в «Северных Цветах на 1829 год», под заглавием «Любопытный»                                                         | Эпиграмма («„Скажи, что нового“. — Ни слова…»)                | |
| 1814—май 1817                               | | «Пожарский, Минин, Гермоген…»                                 | Эпиграмма на поэму С. Ширинского-Шихматова «Пожарский, Минин, Гермоген, или Спасённая Россия»                                                               |
| май 1814—май 1817                           | | Эпиграмма на смерть стихотворца                               | Эпиграмма на В. Кюхельбекера |
| 1816—май 1817                               | Я. К. Гротом в его книге «Пушкин, его лицейские товарищи и наставники», СПб., 1887                                                             | Портрет («Вот карапузик наш, монах…»)                         | Эпиграмма на лицейского учителя рисования и гувернёра С. Чирикова. Автограф неизвестен                                                                      |
| конец мая — начало июня 1817                | В. П. Гаевским в «Современнике», 1863, № 8 | Гауншильд и Энгельгард                                        | Коллективное стихотворение |

- 1815—1817

## 1817—1820

### 1817 (после Лицея)
- «Есть в России город Луга…»
- «Простите, верные дубравы!..»
- К Огаревой («Митрополит, хвастун бесстыдный…»)
- Тургеневу
- К*** («Не спрашивай, зачем унылой думой…»)
- «Краёв чужих неопытный любитель…»
- К ней («В печальной праздности я лиру забывал…»)
- Вольность. Ода
- Кн. Голицыной, посылая ей оду «Вольность»
- Кривцову
- «Не угрожай ленивцу молодому…»
- «Венец желаниям! Итак, я вижу вас…»

### 1818
- Мечтателю
- К Чаадаеву
- Торжество Вакха
- Выздоровление
- «Как сладостно!.. но, боги, как опасно...»
- Жуковскому
- Прелестнице

### 1819
- Мансурову
- Деревня

### 1820 (Петербург)
- Дориде («Я верю: я любим; для сердца нужно верить…»)
- На Колосову («Всё пленяет нас в Эсфиири…»)
- «Мне бой знаком — люблю я звук мечей…»

### 1820 (Юг)
- «Редеет облаков летучая гряда»
- «Черная шаль»

## 1821
- Кокетке
- Красавица перед зеркалом
- Совет - А.С. Пушкин
- Гроб Юноши

## 1822
- Узник
- Песнь о вещем Олеге

## 1823
- «Свободы сеятель пустынный…»
- Демон

## 1824 (Юг)
Южная ссылка или т. н. южный период.
- К морю
- К Морфею

## 1824 (Михайловское)
- К морю
- Подражания Корану
- К Языкову

## 1825
- П. А. Осиповой
- Сожжённое письмо
- Ода Желание славы
- Я помню чудное мгновенье
- Из Вольтера
- Совет
- Храни меня мой талисман
- Ex ungue leonem